# Moschea di Sokollu Mehmed Pascià (Lüleburgaz)
La moschea di Sokollu Mehmed Pascià (in turco Sokollu Mehmet Paşa Camii) è una moschea ottomana del XVI secolo della città turca di Lüleburgaz, nella provincia di Kırklareli.

## Storia e descrizione
Venne costruita per ordine del Gran Visir Sokollu Mehmed Pascià nel 1569. La moschea fa parte di un più ampio complesso di edifici noto come külliye. La moschea ha cinque cupole ed un minareto.